# Na Baště (Strečno)
Na Baště je vyhlídka a odpočívka s informační tabulí a lavičkou nad vesnicí Strečno nad řekou Váh a potokem Javorinka v okrese Žilina v Žilinském kraji na Slovensku. Na Baště se nachází v nadmořské výšce 435 m při cestě po turistické značce ze Strečna na kopec Havran s rozhlednou Špicák a kopec Kojšová v pohoří Malá Fatra. Hrad Strečno se nachází nedaleko na protilehlém vrcholu. Místo nabízí výhled na údolí řeky Váh a okolní hory.

## Galerie

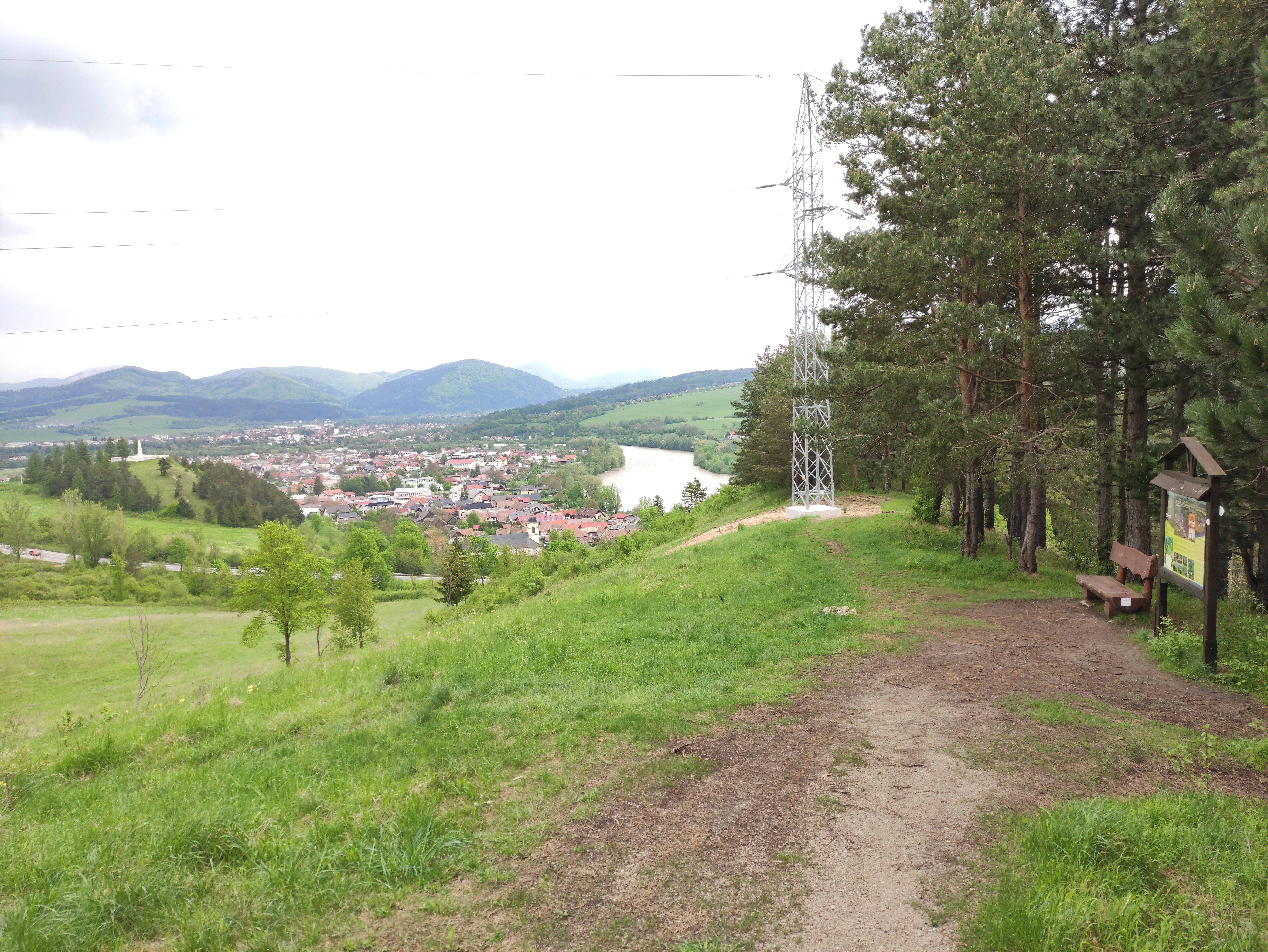
Pohled na místo Na Baště